# Alex Grossi
Alex Grossi (22 de noviembre de 1976) es un guitarrista estadounidense, reconocido por su trabajo con la agrupación Quiet Riot, en la que ingresó en reemplazo de Carlos Cavazo.

## Discografía

### Angry Salad
- The Guinea Pig EP (1995)
- Bizarre Gardening Accident (1997)
- Angry Salad (1999)

### Star 64
- You May Be Beautiful (2001)

### Bang Tango
- Ready to Go (2004)
- Pistol Whipped In The Bible Belt (2011)

### Beautiful Creatures
- Deuce (2005)

### Hotel Diablo
- Psycho, California (2012)
- The Return To Psycho, California (2012)

### Ignite
- Our Darkest Days (2006)

### Quiet Riot
- Rehab (2006)
- Quiet Riot 10  (2014)

### Adler's Appetite
- My Appetite For Destruction – Sex, Drugs and Guns N' Roses (2010)
- Stardog – Single Release (2010)
- Fading – Single Release (2010)

### Liberty N' Justice
- The Cigar Chronicals (2012)
- Your Memory Just Won't Do" (2012)